# Carolina Andrea Zúñiga Flores
Carolina Andrea Zúñiga Flores est une défenseure internationale chilienne de rink hockey. 

## Palmarès
En 2016, elle participe au championnat du monde.